# Johannes Gees
Johannes Gees (* 17. Februar 1960 in Romanshorn, Bodensee) ist ein Schweizer Installations- und Performancekünstler sowie Medienproduzent.

## Biografie

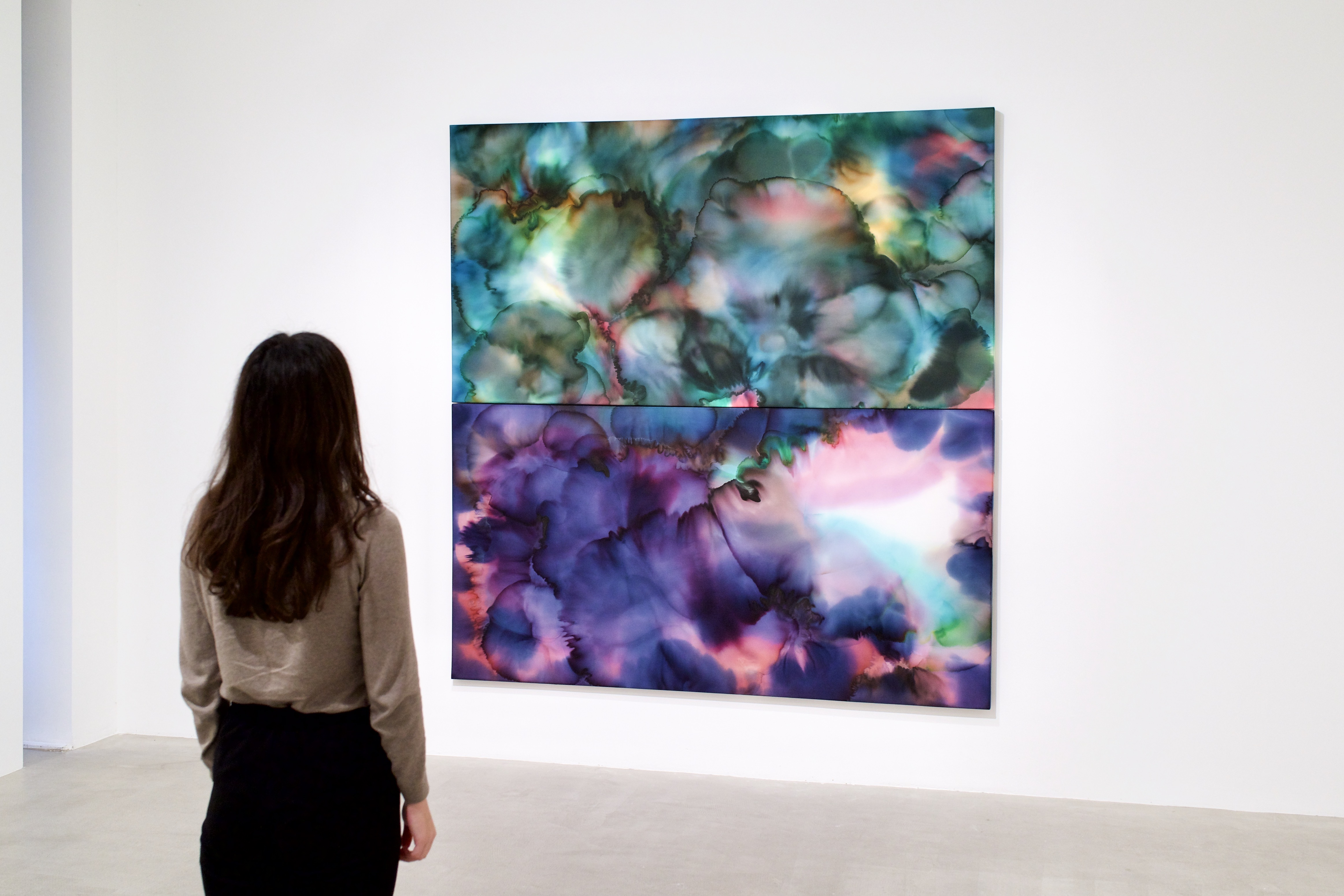
Ansicht der Ausstellung "contratiempo", Cris Faria und Johannes Gees, 2019, Galerie Laleh June, Basel.

Johannes Gees wurde in Romanshorn am Bodensee (Schweiz) als Ältester von drei Brüdern geboren. Er ging dort zur Schule und studierte anschliessend von 1980 bis 1985 Ethnologie und Geschichte an der Universität Zürich. Parallel dazu begann er eine Karriere als Rockmusiker und gründete mehrere Bands, darunter „Sarah Röben“ und die „Scuba Divers“, gab über hundert Konzerte und nahm mehrere Schallplatten und CDs auf. Daneben begann er sich für Fotografie und grafische Gestaltung zu interessieren und arbeitete für verschiedenen Medienunternehmen als Redaktor, Bildredaktor Grafiker und Art Director. Ab Mitte der Neunzigerjahre arbeitete als Entwickler von Websites und entdeckte das Internet als Mittel des künstlerischen Ausdrucks.
Er gelangte über Umwege zur Kunst und hat sich seit 1999 einen internationalen Namen geschaffen. Zu seinen bekanntesten Werken gehören communimage, (1999), hellomrpresident (2001) und helloworldproject (2003). Seine Arbeiten umfassen interaktive und kollaborative Laserprojektionen, fotografische Arbeiten, Videoinstallationen und interaktive LED-Installationen.
Johannes Gees interaktive Arbeiten, in welchen sich Medien- und Kommunikationstechnik (Internet, SMS, Webcams) und Landschaften zu faszinierenden kollaborativen Happenings verbinden, fanden bereits in Davos, New York, Rio de Janeiro, Mumbai (Bombay) und Genf statt. Für die Schweizer Landesausstellung „Expo.02“ entwickelte Gees 1998–2000 die Website. 2001–2002 war er mitverantwortlich für das Projekt „Arteplage mobile du Jura“. Von 2004 bis 2008 war er mitverantwortlich für die Redaktion und den Betrieb der Kurzfilm-Plattform www.agent-provocateur.ch. Im Jahr 2012 gründete Gees zusammen mit dem Künstler und Designer Jürg Lehni und der Kulturproduzentin Rea Eggli die erste Schweizer Crowdfunding-Plattform Wemakeit. 2018 gründete er die Crowd Investment-Plattform oomnium.com, welche 2023 online ging. Im April 2019 lancierte er zusammen mit dem Schweizer Künstler und Programmierer Kelian Maissen „kleee02“, ein pionierhaftes NFT-Projekt auf der Ethereum Blockchain. Seit 2016 arbeitet der Künstler wieder vermehrt analog und benutzt Holz, Baumwolle und Seide für seine Arbeiten.

## Ausstellungen

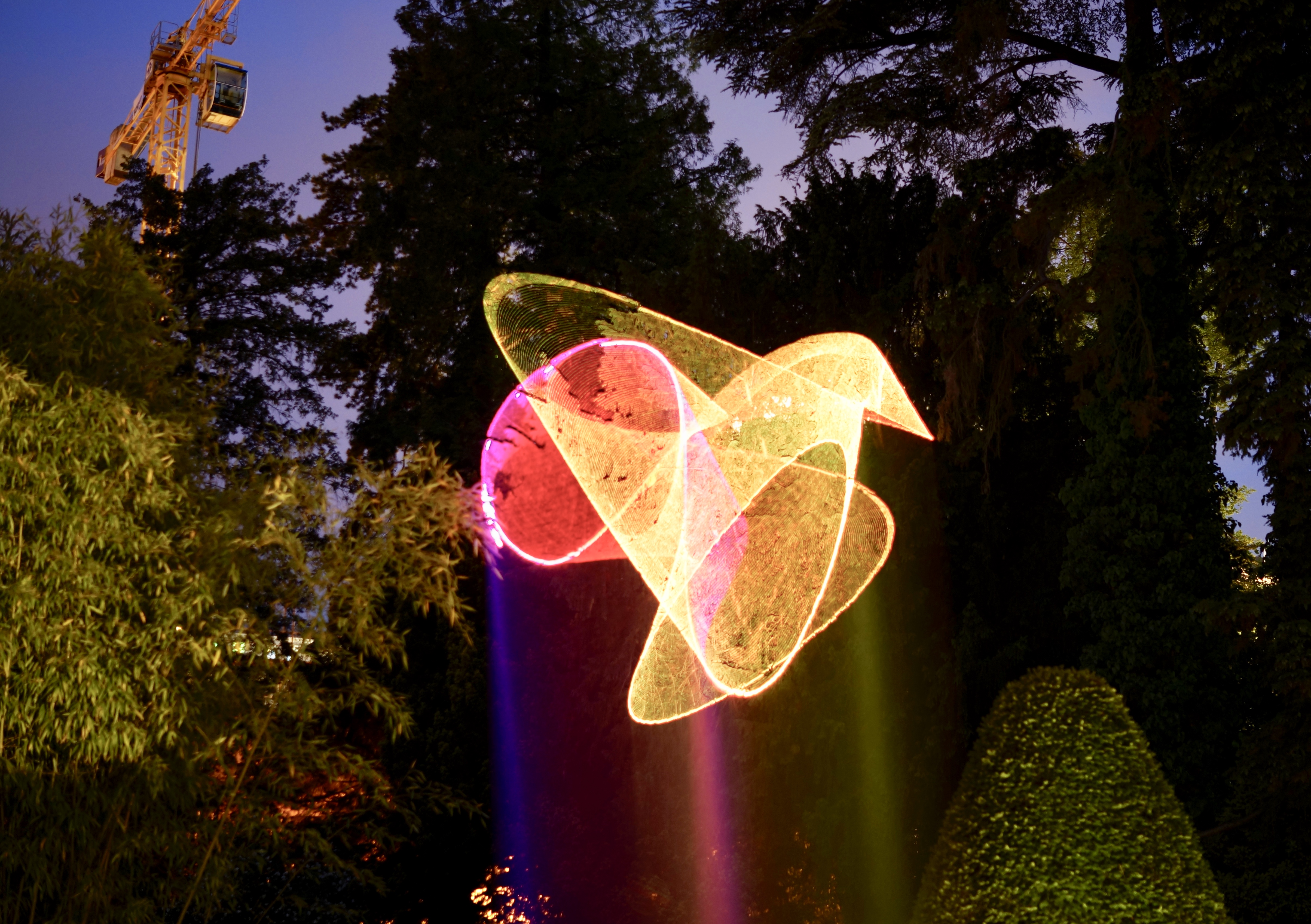
Laserprojektion eines Kleee02-NFT's, Juni 2019, Zürich

- 2005: communimage, San Francisco, Galerie Southern Exposure
- 2006: „Interfacing Landscapes“, Kreuzlingen, Kunstraum Kreuzlingen
- 2006: „The Christchurch Menetekel“, Scape 2006 Biennial for Art in Public Space, Christchurch NZ
- 2006: „My god Is A Good God“, Kunst '06 Zurich, Zürich
- 2007: „Augenzeugen: Bilder von Krieg, Globalität & Blogs.“ Pfäffikon (SZ), Seedamm-Kulturzentrum, 2007. Mit  Jules Spinatsch, Uwe Wittwer.
- 2007: „Procession Flottante“, in: Emotional Landscapes, Fribourg, Fri-Art Centre d'art contemporain
- 2007: Werk- und Atelierstipendien der Stadt Zürich; Helmhaus, Zürich
- 2008: „Stille Einkehr“, in „Fuga Saeculi“, Cabaret Voltaire, Zürich.
- 2008: „My God Is God Himself“, Cinq Salons, Haus zum Garten, Zürich
- 2008: „Salat“, Shifting Identities, Kunsthaus Zürich
- 2008: „Die Neuerfindung der Alpen“; Pfäffikon (SZ), Seedamm Kulturzentrum.
- 2008: Moralische Phantasien, Kunstmuseum Thurgau, Frauenfeld
- 2008: „Salat“, Prix Ars Electronica Exhibition, OK Zentrum, Linz
- 2009: „Salat“, Shifting Identities, CAC Vilnius
- 2009: „Communimage“, The Art Of Participation, 1950 to now; San Francisco, SFMOMA.
- 2009: „War Fashion“, Schmuck Inc Galerie, Zürich
- 2009: „Le jardin des mots perdus“, EVENTO, Biennale de Bordeaux, Frankreich
- 2009: „Final Fantasy“; Zürich, Bern, Locarno, Basel, Glarus, Frauenfeld
- 2009: „My God Is God Himself“, Tina_b Festival, Prag
- 2009: Evento, Bordeaux:  "Le jardin des mots perdus"
- 2010: „Schisma“, Winterthurer Lichttage, Winterthur
- 2010: „Im Anfang war das Wort“, Theatinerkirche, München
- 2018: dorarigautruc, Maison Marienia, Guethary F
- 2020: "Gherkinship", Galerie Laleh June, Basel
- 2022: Kleee02, Tankkeller, Egnach
- 2023: Haus zur Glocke, Steckborn

## Arbeiten

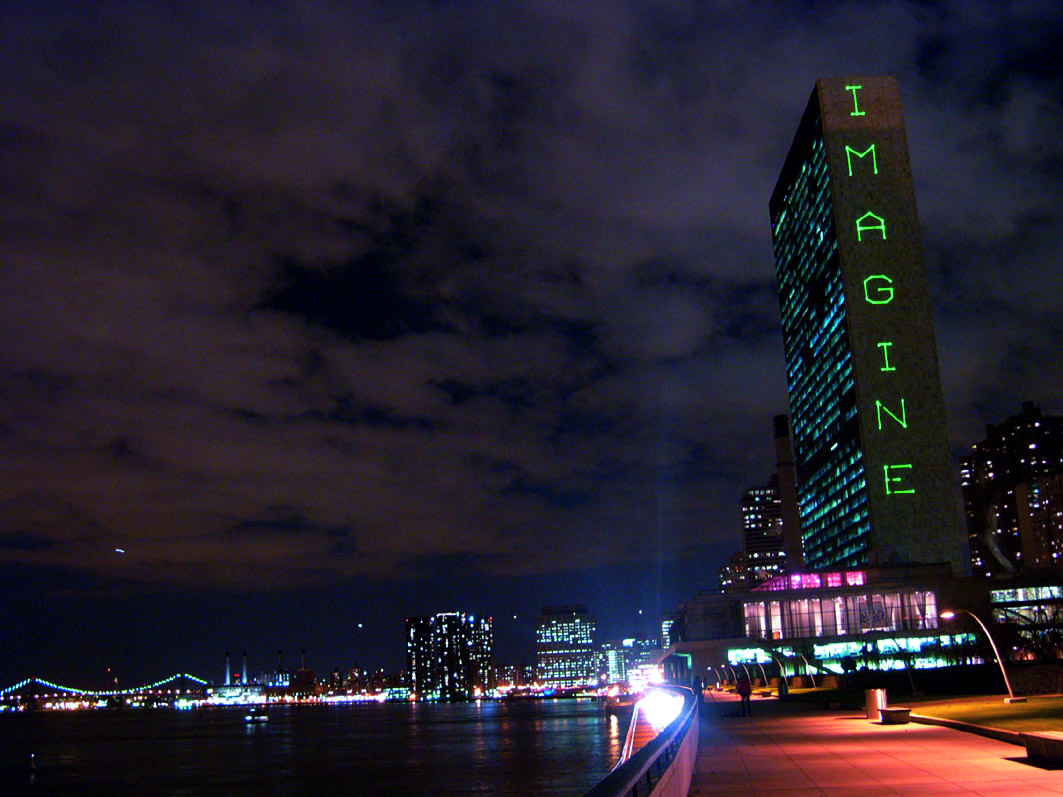
IMAGINE. Laserprojektion/Fotografie aus: Helloworld Project, UNO-Hauptgebäude, New York 2003

- 1983: Gründung der Band „Sarah Röben“, diverse Konzerte und Schallplatten. 1986 aufgelöst.
- 1987: Gründung der „Scuba Divers“; R&B-Band, Diverse CD-Veröffentlichungen und Konzerte, bis 1992
- 1997: Filmmusik „Übers Boxen“; Kurzfilm von Men Lareida, SGKZ Zürich
- 1999: communimage, Kunst-Projekt für die Expo.02
- 2001: hellomrpresident interaktive SMS-Internet-Laserinstallation während des World Economic Forum.
- 2003: The Helloworld Project Medienkunstprojekt, Genf (im Rahmen des UN World Summit on the Information Society, 9.–12. Dezember)
- 2005: PingPong, Interaktive LED-Installation
- 2006: Interfacing Landscapes, Performances und Projektionen in Zürich, Albigna, Oberwangen, Kreuzlingen, Romanshorn, Davos
- 2006: Interfacing Landscapes
- 2006: The Christchurch Menetekel Teilnahme an der Biennial for art in public space, Christchurch, NZ
- 2006: Migration Manifesto, Installation, Como-Chiasso (Grenzübergang)
- 2007: Salat, Aktion, Zürich
- 2007: Words #2, Installation, Alte Papierfabrik, Horgen
- 2010: I Want You, Laserprojektionen mit Musik von Filewile, Museumsnacht, Westside, Bern
- 2010: „Schisma“, Lichtobjekt, Lichttage Winterthur
- 2012: „Schisma“, Lichtobjekt, Kunstmuseum Olten